# Hugo Díaz (Musiker)
Víctor Hugo Díaz (* 10. August 1927 in Santiago del Estero; † 23. Oktober 1977 in Buenos Aires) war ein argentinischer Mundharmonikaspieler.

## Leben und Wirken
Díaz kam 1944 mit seinem Freund, dem Perkussionisten Domingo Cura, dessen Schwester Victoria Cura er später heiratete, nach Buenos Aires. Dort wurde er von dem Jazzmusiker und Bandleader Juan Carlos Barbará als Solist für eine Saison in der Confitería Hurlingham engagiert. 1946 schloss er sich der Folkgruppe Chacay Manta an. Erste Aufnahmen ermöglichte ihm die Vermittlung des Harfenisten Félix Pérez Cardozo. Anfang der 1950er Jahre gründete er mit dem Mundharmonikaspieler Luis Saltos und dem Gitarristen Norberto Pereyra ein Trio. Sängerin der Gruppe wurde seine Frau Victoria. Die Gruppe tourte durch Lateinamerika, besuchte die USA und reiste nach Europa.
In Leverkusen besuchte Díaz die Instrumentenbaufirma Hohner. Dort fand sein Mundharmonikaspiel so viel Anklang, dass sein Fotoporträt einen Ehrenplatz neben denen Toots Thielemans’ und Larry Adlers erhielt. Infolge dieser Anerkennung erhielt er einen Vertrag für Aufnahmen mit einem von Waldo de los Ríos geleiteten Orchester in Spanien. Es folgten Auftritte in Japan, im Nahen Osten und in Italien, u. a. in Mailand am Teatro alla Scala.
Nach seiner Rückkehr nach Argentinien entstanden Aufnahmen bei den Labels Odeon, TK und Disc Jockey, darunter etwa 80 Tangos. Bei seiner Interpretation von Soledad, Volver, Cuesta abajo und Amores de estudiante wurde er von Roberto Grela, José Colángelo und Omar Murtagh begleitet. Unter seinen Aufnahmen finden sich außerdem fünf LPs mit Folkmusik, Jazzstücke und einige klassische Werke. Im Alter von 50 Jahren starb Díaz an Leberzirrhose. 2007 drehte Alejandro Larrán über ihn den Dokumentarfilm A los cuatro vientos.